# José Hamilton de Castro
José Hamilton de Castro (ur. 20 kwietnia 1961 w Monte Santo de Minas) – brazylijski duchowny katolicki, biskup Almenary od 2023.

## Życiorys
4 maja 1997 otrzymał święcenia kapłańskie i został inkardynowany do diecezji Guaxupé. Był m.in. rektorem i wicerektorem domu formacyjnego dla księży w Pouso Alegre, a także wicerektorem i rektorem seminarium w Guaxupé.
12 kwietnia 2023 papież Franciszek mianował go biskupem diecezji Almenara. Sakry biskupiej udzielił mu 8 lipca 2023 arcybiskup José Luiz Majella Delgado.